# Liste des évêques d'Albany

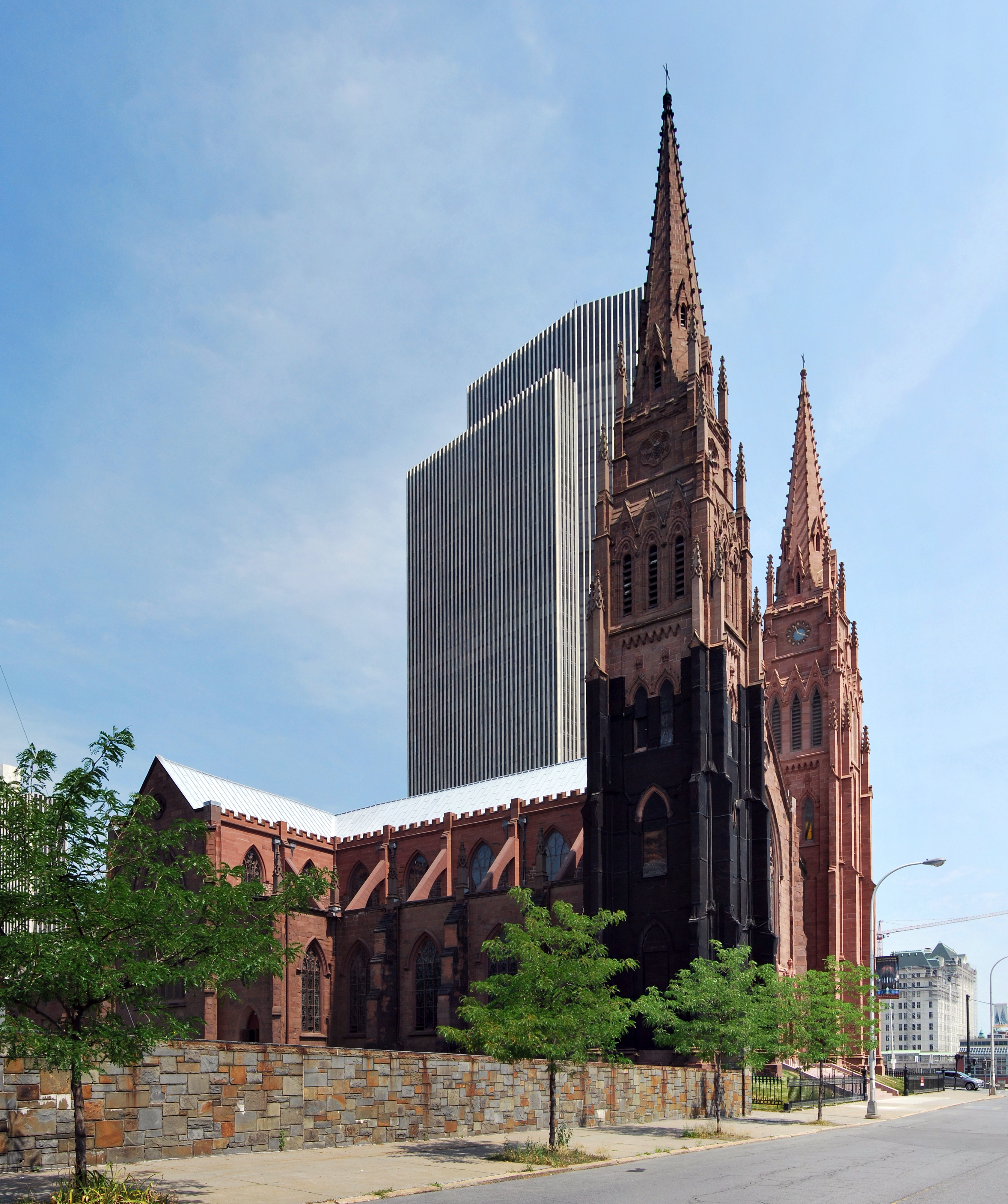
La cathédrale d'Albany.

Cette page présente la liste des évêques catholiques d'Albany
Le diocèse d'Albany (dioecesis Albanensis) est érigé canoniquement le 23 avril 1847, par détachement de celui de New York. Il a son siège à la cathédrale de l'Immaculée-Conception d'Albany dans l'État de New York.

## Évêques
- 21 mai 1847-6 mai 1864 : John Ier McCloskey
- 6 mai 1864-7 juillet 1865 : siège vacant
- 7 juillet 1865-16 octobre 1877 : John II Conroy (John Joseph Conroy)
- 16 octobre 1877-† 2 janvier 1894 : Francis McNeirny
- 15 mai 1894-† 20 janvier 1915 : Thomas Ier Burke (Thomas Martin Aloysius Burke)
- 5 juillet 1915-† 12 juillet 1918 : Thomas II Cusack (Thomas Francis Cusack)
- 10 mars 1919-10 novembre 1954 : Edmund Gibbons (Edmund Francis Gibbons)
- 10 novembre 1954-† 5 janvier 1969 : William Scully (William Aloysius Scully)
- 19 mars 1969-3 juin 1976 : Edwin Broderick (Edwin Bernard Broderick)
- 1er février 1977-11 février 2014 : Howard Hubbard (Howard James Hubbard)
- depuis le 11 février 2014 : Edward Scharfenberger (en) (Edward Bernard Scharfenberger)

### Sources
- Fiche du diocèse sur le site catholic-hierarchy.org